# AZ in het seizoen 2020/21
In het seizoen 2020/21 komt AZ uit in de Eredivisie. Ook deed AZ dit seizoen mee in de toernooien om de TOTO KNVB Beker en de UEFA Europa League.
AZ stroomde in de tweede kwalificatieronde van de UEFA Champions League. In de verlenging won AZ van FC Viktoria Pilsen. In de derde kwalificatieronde verloor AZ echter van FC Dynamo Kiev en plaatste zich voor de groepsfase van de Europa League. AZ werd uiteindelijk derde in de groep achter SSC Napoli en Real Sociedad nadat AZ uit tegen HNK Rijeka in blessuretijd werd verloren in de laatste groepswedstrijd. Hierdoor was AZ uitgeschakeld in de Europa League.
In de KNVB Beker kwam AZ niet verder dan de achtste finale van dit seizoen. AZ verloor met 0 – 1 van Ajax, de latere bekerwinnaar.
AZ eindigde dit seizoen in de Eredivisie op de 3e plaats, dat recht geeft om deel te nemen aan de play-offronde van de Europa League van het volgende seizoen. De achterstand op de nummer twee PSV bedroeg één punt. Vooral bij de topwedstrijden tegen Feyenoord en PSV wist AZ zowel thuis als uit te winnen. Tegen Ajax werd er zowel thuis als uit verloren. De eerste zes wedstrijden van het seizoen werd er steeds gelijkgespeeld en stond AZ voornamelijk op de middenmoot. Daarna klom AZ op de ranglijst en stond vanaf speelronde 22 op de 3e plaats dat daarna niet meer werd afgestaan. AZ had nog een kans op de 2e plaats, maar door de uitnederlaag tegen Ajax en het gelijkspel uit tegen FC Groningen in de slotfase van het seizoen werd dat moeilijk haalbaar.

## Selectie
| Nr.           | Nat.        | Naam                 | Geb. dat.  | Vorige club     | Contract tot |
| Keepers       | Keepers     | Keepers              | Keepers    | Keepers         | Keepers      |
| ------------- | ----------- | -------------------- | ---------- | --------------- | ------------ |
| 1             | Nederland   | Marco Bizot          | 10-03-1991 | KRC Genk        | 2022         |
| 16            | Nederland   | Hobie Verhulst       | 02-04-1993 | Go Ahead Eagles | 2021         |
| 30            | Nederland   | Mees Bakker          | 11-03-2001 | Eigen jeugd     | 2023         |
| Verdedigers   |             |                      |            |                 |              |
| 2             | Noorwegen   | Jonas Svensson       | 06-03-1993 | Rosenborg       | 2021         |
| 3             | Griekenland | Pantelis Hatzidiakos | 18-01-1997 | Eigen jeugd     | 2024         |
| 5             | Nederland   | Owen Wijndal         | 28-11-1999 | Eigen jeugd     | 2023         |
| 15            | Nederland   | Bruno Martins Indi   | 08-02-1992 | Stoke City FC   | 2021         |
| 22            | Nederland   | Timo Letschert       | 25-05-1993 | Hamburger SV    | 2023         |
| 26            | Japan       | Yukinari Sugawara    | 28-06-2000 | Nagoya Grampus  | 2025         |
| 27            | Nederland   | Ramon Leeuwin        | 01-09-1987 | Odense BK       | 2021         |
| Middenvelders |             |                      |            |                 |              |
| 6             | Noorwegen   | Fredrik Midtsjø      | 11-08-1994 | Rosenborg       | 2023         |
| 8             | Nederland   | Teun Koopmeiners     | 28-02-1998 | Eigen jeugd     | 2023         |
| 10            | Nederland   | Dani de Wit          | 28-01-1998 | Ajax            | 2024         |
| 18            | Noorwegen   | Håkon Evjen          | 14-02-2000 | FK Bodø/Glimt   | 2024         |
| 20            | Nederland   | Jordy Clasie         | 27-06-1991 | Southampton FC  | 2021         |
| 21            | Nederland   | Kenzo Goudmijn       | 18-12-2001 | Eigen jeugd     | 2024         |
| 23            | Nederland   | Mohamed Taabouni     | 29-03-2002 | Eigen jeugd     | 2022         |
| 24            | Nederland   | Tijjani Reijnders    | 29-07-1998 | RKC Waalwijk    | 2025         |
|               | Nederland   | Jeremy Helmer        | 03-07-1997 | De Graafschap   | 2022         |
| Aanvallers    |             |                      |            |                 |              |
| 7             | Nederland   | Calvin Stengs        | 18-12-1998 | Eigen jeugd     | 2023         |
| 9             | Nederland   | Myron Boadu          | 14-01-2001 | Eigen jeugd     | 2023         |
| 11            | Zweden      | Jesper Karlsson      | 25-07-1998 | IF Elfsborg     | 2025         |
| 17            | Nederland   | Zakaria Aboukhlal    | 18-02-2000 | PSV             | 2023         |
| 28            | IJsland     | Albert Guðmundsson   | 15-06-1997 | PSV             | 2022         |

Bron: A-selectie van AZ

## Transfers
Voor recente transfers bekijk: Lijst van Eredivisie transfers zomer 2020/21

Voor recente transfers bekijk: Lijst van Eredivisie transfers winter 2020/21
Aangetrokken
| No. | Nationaliteit | Positie      | Naam                  | Vorige club                 |
| --- | ------------- | ------------ | --------------------- | --------------------------- |
| 11  | Zweden        | Aanvaller    | Jesper Karlsson       | IF Elfsborg                 |
| 15  | Nederland     | Verdediger   | Bruno Martins Indi    | Stoke City FC, gehuurd      |
| 16  | Nederland     | Doelman      | Hobie Verhulst        | Go Ahead Eagles             |
| 19  | Nederland     | Verdediger   | Juan Familia-Castillo | Chelsea, gehuurd            |
| 22  | Nederland     | Verdediger   | Timo Letschert        | Hamburger SV                |
| 23  | Nederland     | Verdediger   | Léon Bergsma          | FC Den Bosch, was verhuurd  |
| 24  | Nederland     | Middenvelder | Tijjani Reijnders     | RKC Waalwijk, was verhuurd  |
|     | Nederland     | Middenvelder | Jeremy Helmer         | De Graafschap, was verhuurd |

Vertrokken
| No. bij AZ | Nationaliteit | Positie      | Naam                  | Nieuwe club        | C. tot | Type         |
| ---------- | ------------- | ------------ | --------------------- | ------------------ | ------ | ------------ |
| 4          | Nederland     | Verdediger   | Ron Vlaar             | Gestopt            | 2021   |              |
| 5          | Nederland     | Verdediger   | Thomas Ouwejan        | Udinese            | 2023   | Verhuurd     |
| 11         | Marokko       | Aanvaller    | Oussama Idrissi       | Sevilla FC         | 2022   | Transfer     |
| 14         | Nederland     | Aanvaller    | Ferdy Druijf          | KV Mechelen        | 2024   | Verhuurd     |
| 16         | Nederland     | Doelman      | Jasper Schendelaar    | Telstar            | 2021   | Verhuurd     |
| 19         | Nederland     | Verdediger   | Juan Familia-Castillo | Chelsea            | 2021   | Was gehuurd  |
| 22         | Nederland     | Doelman      | Rody de Boer          | De Graafschap      | 2022   | Verhuurd     |
| 25         | Nederland     | Middenvelder | Thijs Oosting         | RKC Waalwijk       | 2022   | Verhuurd     |
| 27         | Tsjechië      | Middenvelder | Ondřej Mihálik        | FC Viktoria Pilsen | 2022   | Transfer     |
| 29         | Nederland     | Middenvelder | Mees Hoedemakers      | SC Cambuur         | 2021   | Transfer     |
| 29         | Nederland     | Verdediger   | Joris Kramer          | SC Cambuur         | 2021   | Verhuurd     |
| 30         | België        | Verdediger   | Stijn Wuytens         | Lommel SK          | 2020   | Transfervrij |
|            | Nederland     | Verdediger   | Léon Bergsma          | FC Aarau           | 2022   | Transfervrij |

## Staf & directie
| Naam             | Functie           |
| ---------------- | ----------------- |
| Pascal Jansen    | Hoofdtrainer      |
| Robert Franssen  | Assistent-trainer |
| Kenneth Goudmijn | Assistent-trainer |
| Nick van Aart    | Keeperstrainer    |

| Naam            | Functie             |
| --------------- | ------------------- |
| Robert Eenhoorn | Algemeen directeur  |
| Max Huiberts    | Technisch directeur |

## Wedstrijdverslagen

### Vriendschappelijk
Wedstrijden
| Datum & Tijd           | Wedstrijd            | Uitslag  | Verslag      |
| ---------------------- | -------------------- | -------- | ------------ |
| 25-07-2020 – 13:00 uur | AZ – KRC Genk        | 0 – 1    | 1            |
| 01-08-2020 – 17:30 uur | FC Utrecht – AZ      | 1 – 0    | 2            |
| 05-08-2020 – 19:00 uur | PEC Zwolle – AZ      | 1 – 0    | 3[dode link] |
| 08-08-2020 – 15:30 uur | AZ – Lille OSC       | 2 – 1    | 4[dode link] |
| 15-08-2020 – 18:00 uur | AZ – AS Monaco       | 0 – 2    | 5[dode link] |
| 20-08-2020 – 16:30 uur | AZ – Fortuna Sittard | Afgelast | 6[dode link] |
| 21-08-2020 – 18:00 uur | AZ – Telstar         | 1 – 1    | 7            |
| 29-08-2020 – 17:00 uur | ADO Den Haag – AZ    | 1 – 0    | 8[dode link] |
| 03-09-2020 – 16:30 uur | AZ – KAA Gent        | 1 – 1    | 9            |

### Eredivisie
Wedstrijden
| №  | Datum & Tijd           | Wedstrijd             | Uitslag | Verslag       |
| -- | ---------------------- | --------------------- | ------- | ------------- |
| 1  | 27-12-2020 – 14:30 uur | FC Utrecht – AZ       | 2 – 2   | 1             |
| 2  | 19-09-2020 – 16:30 uur | AZ – PEC Zwolle       | 1 – 1   | 2             |
| 3  | 26-09-2020 – 18:45 uur | Fortuna Sittard – AZ  | 3 – 3   | 3[dode link]  |
| 4  | 04-10-2020 – 14:30 uur | Sparta Rotterdam – AZ | 4 – 4   | 4[dode link]  |
| 5  | 17-10-2020 – 20:00 uur | AZ – VVV-Venlo        | 2 – 2   | 5             |
| 6  | 25-10-2020 – 20:00 uur | ADO Den Haag – AZ     | 2 – 2   | 6             |
| 7  | 01-11-2020 – 20:00 uur | AZ – RKC Waalwijk     | 3 – 0   | 7[dode link]  |
| 8  | 08-11-2020 – 16:45 uur | sc Heerenveen – AZ    | 0 – 3   | 8[dode link]  |
| 9  | 22-11-2020 – 20:00 uur | AZ – FC Emmen         | 1 – 0   | 9[dode link]  |
| 10 | 29-11-2020 – 16:45 uur | Heracles Almelo – AZ  | 1 – 2   | 10            |
| 11 | 06-12-2020 – 14:30 uur | AZ – FC Groningen     | 1 – 2   | 11[dode link] |
| 12 | 13-12-2020 – 20:00 uur | FC Twente – AZ        | 1 – 3   | 12[dode link] |
| 13 | 20-12-2020 – 16:45 uur | AZ – Willem II        | 5 – 3   | 13[dode link] |
| 14 | 23-12-2020 – 16:30 uur | AZ – Vitesse          | 3 – 1   | 14            |
| 15 | 09-01-2021 – 20:00 uur | PEC Zwolle – AZ       | 1 – 1   | 15            |
| 16 | 13-01-2021 – 18:45 uur | PSV – AZ              | 1 – 3   | 16            |
| 17 | 16-01-2021 – 21:00 uur | AZ – ADO Den Haag     | 2 – 1   | 17            |
| 18 | 24-01-2021 – 16:45 uur | Feyenoord – AZ        | 2 – 3   | 18[dode link] |
| 19 | 27-01-2021 – 18:45 uur | AZ – FC Utrecht       | 0 – 1   | 19            |
| 20 | 31-01-2021 – 16:45 uur | AZ – Ajax             | 0 – 3   | 20[dode link] |
| 21 | 06-02-2021 – 14:00 uur | FC Emmen – AZ         | 0 – 1   | 21[dode link] |
| 22 | 14-02-2021 – 12:15 uur | AZ – sc Heerenveen    | 3 – 1   | 22[dode link] |
| 23 | 20-02-2021 – 20:00 uur | VVV-Venlo – AZ        | 1 – 4   | 23            |
| 24 | 28-02-2021 – 16:45 uur | AZ – Feyenoord        | 4 – 2   | 24[dode link] |
| 25 | 07-03-2021 – 16:45 uur | Vitesse – AZ          | 2 – 1   | 25[dode link] |
| 26 | 13-03-2021 – 20:00 uur | AZ – FC Twente        | 4 – 1   | 26[dode link] |
| 27 | 21-03-2021 – 14:30 uur | AZ – PSV              | 2 – 0   | 27[dode link] |
| 28 | 03-04-2021 – 20:00 uur | Willem II – AZ        | 0 – 1   | 28            |
| 29 | 10-04-2021 – 20:00 uur | AZ – Sparta Rotterdam | 2 – 0   | 29            |
| 30 | 25-04-2021 – 14:30 uur | Ajax – AZ             | 2 – 0   | 30            |
| 31 | 01-05-2021 – 20:00 uur | RKC Waalwijk – AZ     | 1 – 3   | 31            |
| 32 | 08-05-2021 – 20:00 uur | AZ – Fortuna Sittard  | 1 – 0   | 32            |
| 33 | 13-05-2021 – 14:30 uur | FC Groningen – AZ     | 0 – 0   | 33            |
| 34 | 16-05-2021 – 14:30 uur | AZ – Heracles Almelo  | 5 – 0   | 34            |

### TOTO KNVB Beker
Wedstrijden
| Ronde          | Datum                                                             | Wedstrijd                                                         | Uitslag                                                           | Verslag                                                           |
| -------------- | ----------------------------------------------------------------- | ----------------------------------------------------------------- | ----------------------------------------------------------------- | ----------------------------------------------------------------- |
| Eerste ronde   | Vrijstelling wegens plaatsing voor de Europese clubhoofdtoernooi. | Vrijstelling wegens plaatsing voor de Europese clubhoofdtoernooi. | Vrijstelling wegens plaatsing voor de Europese clubhoofdtoernooi. | Vrijstelling wegens plaatsing voor de Europese clubhoofdtoernooi. |
| Tweede ronde   | Vrijgeloot.                                                       | Vrijgeloot.                                                       | Vrijgeloot.                                                       | Vrijgeloot.                                                       |
| Achtste finale | 20-01-2021 – 21:00 uur                                            | AZ – Ajax                                                         | 0 – 1*                                                            | 1                                                                 |

* Hierdoor is AZ uitgeschakeld in de KNVB Beker van dit seizoen.

### UEFA Champions League
Wedstrijden
| Ronde                    | Datum                  | Wedstrijd               | Uitslag      | Verslag      |
| ------------------------ | ---------------------- | ----------------------- | ------------ | ------------ |
| Tweede kwalificatieronde | 26-08-2020 – 16:30 uur | AZ – FC Viktoria Pilsen | 3 – 1 (n.v.) | 1[dode link] |
| Derde kwalificatieronde  | 15-09-2020 – 19:00 uur | FC Dynamo Kiev – AZ     | 2 – 0*       | 2            |

* Naar de groepsfase van de Europa League.

### UEFA Europa League
Wedstrijden
| Ronde      | Wedstrijd | Datum                  | Wedstrijd          | Uitslag | Totaal | Verslag      |
| ---------- | --------- | ---------------------- | ------------------ | ------- | ------ | ------------ |
| Groepsfase | 1         | 22-10-2020 – 18:55 uur | SSC Napoli – AZ    | 0 – 1   | 3e*    | 1            |
| Groepsfase | 2         | 29-10-2020 – 21:00 uur | AZ – HNK Rijeka    | 4 – 1   | 3e*    | 2            |
| Groepsfase | 3         | 05-10-2020 – 18:55 uur | Real Sociedad – AZ | 1 – 0   | 3e*    | 3            |
| Groepsfase | 4         | 26-11-2020 – 21:00 uur | AZ – Real Sociedad | 0 – 0   | 3e*    | 4[dode link] |
| Groepsfase | 5         | 03-12-2020 – 21:00 uur | AZ – SSC Napoli    | 1 – 1   | 3e*    | 5[dode link] |
| Groepsfase | 6         | 10-12-2020 – 18:55 uur | HNK Rijeka – AZ    | 2 – 1   | 3e*    | 6[dode link] |

* Hierdoor is AZ uitgeschakeld in de Europa League van dit seizoen.

#### Groepsfase (groep F)
| # | Team          | Wedstrijden | Wedstrijden | Wedstrijden | Wedstrijden | Punten | Doelpunten | Doelpunten | Doelpunten |       | Uitslagen (Thuis ╲ Uit) | Uitslagen (Thuis ╲ Uit) | Uitslagen (Thuis ╲ Uit) | Uitslagen (Thuis ╲ Uit) |
| # | Team          | Gespeeld    | Winst       | Gelijk      | Verlies     | Punten | Voor       | Tegen      | Saldo      | NAP   | RSO                     | AZ                      | RIJ                     |                         |
| 1. | SSC Napoli    | 6           | 3           | 2           | 1           | 11     | 7          | 4          | +3         |       | 1 – 1                   | 0 – 1                   | 2 – 0                   |                         |
| 2. | Real Sociedad | 6           | 2           | 3           | 1           | 9      | 5          | 4          | +1         | 0 – 1 |                         | 1 – 0                   | 2 – 2                   |                         |
| 3. | AZ            | 6           | 2           | 2           | 2           | 8      | 7          | 5          | +2         | 1 – 1 | 0 – 0                   |                         | 4 – 1                   |                         |
| 4. | HNK Rijeka    | 6           | 1           | 1           | 4           | 4      | 6          | 12         | −6         | 1 – 2 | 0 – 1                   | 2 – 1                   |                         |                         |
| \| Legendakleuren in de tabellen \| \| Groepswinnaar en nummer twee gaan door naar de zestiende finale. \| \| Uitgeschakeld \| |               |             |             |             |             |        |            |            |            |       |                         |                         |                         |                         |
| Legendakleuren in de tabellen                                                                                                  |               |             |             |             |             |        |            |            |            |       |                         |                         |                         |                         |
| Groepswinnaar en nummer twee gaan door naar de zestiende finale.                                                               |               |             |             |             |             |        |            |            |            |       |                         |                         |                         |                         |
| Uitgeschakeld |               |             |             |             |             |        |            |            |            |       |                         |                         |                         |                         |

## Statistieken

### Eindstand in Nederlandse Eredivisie
| Stand | Gespeeld | Gewonnen | Gelijk | Verloren | Punten | Doelpunten voor | Doelpunten tegen | Gele kaarten | Twee gele kaarten | Rode kaarten |
| ----- | -------- | -------- | ------ | -------- | ------ | --------------- | ---------------- | ------------ | ----------------- | ------------ |
| 3e    | 34       | 21       | 8      | 5        | 71     | 75              | 41               | 32           | 3                 | 4            |

#### Punten, stand en doelpunten per speelronde
| Speelronde                            | 1  | 2   | 3   | 4   | 5  | 6  | 7  | 8  | 9  | 10 | 11 | 12 | 13  | 14  | 15  | 16  | 17  | 18  | 19  | 20  | 21  | 22  | 23  | 24  | 25  | 26  | 27  | 28  | 29  | 30  | 31  | 32  | 33  | 34  | Totaal |
| ------------------------------------- | -- | --- | --- | --- | -- | -- | -- | -- | -- | -- | -- | -- | --- | --- | --- | --- | --- | --- | --- | --- | --- | --- | --- | --- | --- | --- | --- | --- | --- | --- | --- | --- | --- | --- | ------ |
| Aantal punten per speelronde          | 1  | 1   | 1   | 1   | 1  | 1  | 3  | 3  | 3  | 3  | 0  | 3  | 3   | 3   | 1   | 3   | 3   | 3   | 0   | 0   | 3   | 3   | 3   | 3   | 0   | 3   | 3   | 3   | 3   | 0   | 3   | 3   | 1   | 3   | 71     |
| Aantal punten na speelronde           | 1  | 2   | 3   | 4   | 5  | 6  | 9  | 12 | 15 | 18 | 18 | 21 | 24  | 27  | 28  | 31  | 34  | 37  | 37  | 37  | 40  | 43  | 46  | 49  | 49  | 52  | 55  | 58  | 61  | 61  | 64  | 67  | 68  | 71  | 71     |
| Stand na speelronde                   | 9e | 11e | 12e | 10e | 9e | 9e | 9e | 8e | 7e | 6e | 8e | 6e | 6e  | 5e  | 5e  | 5e  | 5e  | 4e  | 4e  | 5e  | 4e  | 3e  | 3e  | 3e  | 3e  | 3e  | 3e  | 3e  | 3e  | 3e  | 3e  | 3e  | 3e  | 3e  | 3e     |
| Aantal doelpunten per speelronde      | 2  | 1   | 3   | 4   | 2  | 2  | 3  | 3  | 1  | 2  | 1  | 3  | 5   | 3   | 1   | 3   | 2   | 3   | 0   | 0   | 1   | 3   | 4   | 4   | 1   | 4   | 2   | 1   | 2   | 0   | 3   | 1   | 0   | 5   | 75     |
| Aantal tegendoelpunten per speelronde | 2  | 1   | 3   | 4   | 2  | 2  | 0  | 0  | 0  | 1  | 2  | 1  | 3   | 1   | 1   | 1   | 1   | 2   | 1   | 3   | 0   | 1   | 1   | 2   | 2   | 1   | 0   | 0   | 0   | 2   | 1   | 0   | 0   | 0   | 41     |
| Doelsaldo na speelronde               | 0  | 0   | 0   | 0   | 0  | 0  | +3 | +6 | +7 | +8 | +7 | +9 | +11 | +13 | +13 | +15 | +16 | +17 | +16 | +13 | +14 | +16 | +19 | +21 | +20 | +23 | +25 | +26 | +28 | +26 | +28 | +29 | +29 | +34 | +34    |

### Topscorers
| Nr.                           | Naam                          | Goal |
| ----------------------------- | ----------------------------- | ---- |
| 1.                            | Myron Boadu                   | 15   |
| 1.                            | Teun Koopmeiners              | 15   |
| 3.                            | Jesper Karlsson               | 11   |
| 4.                            | Albert Guðmundsson            | 7    |
| 4.                            | Calvin Stengs                 | 7    |
| 6.                            | Zakaria Aboukhlal             | 4    |
| 6.                            | Dani de Wit                   | 4    |
| 8.                            | Fredrik Midtsjø               | 2    |
| 8.                            | Yukinari Sugawara             | 2    |
| 10.                           | Jordy Clasie                  | 1    |
| 10.                           | Ferdy Druijf                  | 1    |
| 10.                           | Håkon Evjen                   | 1    |
| 10.                           | Bruno Martins Indi            | 1    |
| 10.                           | Owen Wijndal                  | 1    |
| Eigen doelpunten tegenstander | Eigen doelpunten tegenstander | 3    |
| Totaal                        | Totaal                        | 75   |

| Nr.                           | Naam               | Goal |
| ----------------------------- | ------------------ | ---- |
| 1.                            | Albert Guðmundsson | 2    |
| 2.                            | Teun Koopmeiners   | 1    |
| Eigen doelpunten tegenstander |                    |      |
| Totaal                        | Totaal             | 3    |

| Nr.                           | Naam               | Goal |
| ----------------------------- | ------------------ | ---- |
| 1.                            | Albert Guðmundsson | 2    |
| 2.                            | Jesper Karlsson    | 1    |
| 2.                            | Teun Koopmeiners   | 1    |
| 2.                            | Bruno Martins Indi | 1    |
| 2.                            | Owen Wijndal       | 1    |
| 2.                            | Dani de Wit        | 1    |
| Eigen doelpunten tegenstander |                    |      |
| Totaal                        | Totaal             | 7    |

### Assists
| Nr.    | Naam                 | Assist |
| ------ | -------------------- | ------ |
| 1.     | Jesper Karlsson      | 9      |
| 2.     | Owen Wijndal         | 6      |
| 3.     | Teun Koopmeiners     | 5      |
| 3.     | Fredrik Midtsjø      | 5      |
| 3.     | Calvin Stengs        | 5      |
| 6.     | Albert Guðmundsson   | 4      |
| 7.     | Jonas Svensson       | 3      |
| 7.     | Dani de Wit          | 3      |
| 9.     | Myron Boadu          | 1      |
| 9.     | Pantelis Hatzidiakos | 1      |
| 9.     | Timo Letschert       | 1      |
| 9.     | Bruno Martins Indi   | 1      |
| 9.     | Yukinari Sugawara    | 1      |
| Totaal | Totaal               | 45     |

| Nr.    | Naam            | Assist |
| ------ | --------------- | ------ |
| 1.     | Myron Boadu     | 1      |
| 1.     | Fredrik Midtsjø | 1      |
| Totaal | Totaal          | 2      |

| Nr.    | Naam             | Assist |
| ------ | ---------------- | ------ |
| 1.     | Teun Koopmeiners | 2      |
| 1.     | Fredrik Midtsjø  | 2      |
| 3.     | Calvin Stengs    | 1      |
| 3.     | Jonas Svensson   | 1      |
| Totaal | Totaal           | 6      |